# Адам Шифф
Адам Беннетт Шифф (англ. Adam Bennett Schiff; нар. 22 червня 1960, Фреймінгам, Массачусетс) — американський політик-демократ. Голова Комітету з розвідки Палати представників США з 3 січня 2019 до 3 січня 2023 року. З 2001 р. він представляє штат Каліфорнія у Палаті представників США.
Після завершення навчання у Стенфордському університеті й у Гарварді, він працював адвокатом. З 1996 по 2001 рр. був членом Сенату штату Каліфорнія.
Шифф одружений, має двох дітей.